# Noordzee, Texas
Noordzee, Texas (no Brasil, No Caminho das Dunas) é um filme de drama belga de 2011 dirigido e escrito por Bavo Defurne, baseado no romance Nooit gaat dit over de André Sollie. Estrelado por Jelle  Florizoone e Mathias Vergels, o longa segue a história de Pim, um menino que vive com a mãe ausente e se apaixona pelo melhor amigo, Gino.

## Elenco
- Jelle Florizoone - Pim
- Mathias Vergels - Gino
- Eva Van Der Gucht - Yvette
- Nina Marie Kortekaas - Sabrina
- Katelijne Damen - Marcella
- Thomas Coumans - Zoltan
- Luk Wyns - Etienne
- Ben Van den Heuvel - jovem Pim
- Noor Ben Taout - jovem Sabrina
- Nathan Naenen - jovem Gino
- Ella-June Henrard - Françoise
- Patricia Goemaere - Simonne
- Daniel Sikora - Maurice
- Victor Zaidi - Julien